# Raoul Rodriguez
Raoul Rodriguez, född den 1 februari 1963 i Ann Arbor i USA, är en amerikansk roddare.
Han tog OS-silver i fyra utan styrman i samband med de olympiska roddtävlingarna 1988 i Seoul.